# ونگلیس ۶۳۵۴
سیارک ۶۳۵۴ (به انگلیسی: 6354 Vangelis، نامگذاری:1934GA) شش هزار و سیصد و پنجاه و چهارمین سیارک کشف شده‌است که در ۳ آوریل ۱۹۳۴ کشف شد.
قدر مطلق سیارک برابر ۱۱٫۸۰ است.